# Distribution spatiale (physique)
En physique, la distribution spatiale (ou densité spatiale) d'une grandeur physique G extensive décrit la manière dont cette grandeur est répartie dans l'espace. Cette répartition porte normalement sur les trois dimensions, et l'on parle alors également spécifiquement de distribution volumique (ou densité volumique).

## Définition
La distribution spatiale d'une grandeur G autour d'un point P est définie comme la moyenne de la grandeur physique étudiée par unité d'espace autour d'un point P, lorsque le diamètre de cet espace tend vers zéro :
{\displaystyle {\partial  \over \partial V}(G)\ _{(P)}=\lim _{\phi V\rightarrow 0}{G(V_{P}) \over V_{P}}}
Par exemple, la distribution spatiale de charge électrique est une fonction, qui à chaque point u associe la charge moyenne autour de ce point :
{\displaystyle \rho _{q}} = {\displaystyle \partial  \over \partial V}{\displaystyle (Q)}

## Distribution volumique
La grandeur résultante est une « grandeur volumique », par construction grandeur intensive, qui hérite le plus souvent du nom de la grandeur extensive sur laquelle elle opère : masse volumique, charge volumique... En unité du système international, si [G] est l'unité de la grandeur considérée, sa distribution spatiale s'exprimera en [G] par mètre cube.
L'opération inverse de la distribution spatiale est l'intégrale de volume :
{\displaystyle \iiint _{u\in V}{\partial  \over \partial V}(G)\ _{(u)}.\mathrm {d} V=G(V)}

## Distribution surfacique
Dans le cas de problèmes associés à une surface ou à une courbe, l'étude de la distribution se réduit à deux ou une dimension. On parle alors de grandeur surfacique ou linéaire, et l'unité correspondante devient des [G] par mètre carré ou par mètre.
Mutatis mutandis, l'opérateur de la distribution surfacique est {\displaystyle \scriptstyle {\partial  \over \partial S}}, et la grandeur correspondante s'exprimera en [G] par mètre carré.
Noter cependant que l'intégration sur une surface de la distribution surfacique, qui donne la charge totale portée par la surface, est donc ici une intégrale de surface sur un champ scalaire, non une intégrale de flux.